# 松溪乡
松溪乡，是中华人民共和国四川省巴中市通江县下辖的一个乡镇级行政单位。

## 行政区划
松溪乡下辖以下地区：
祝家湾村、胡家山村、回龙场村、祭田坝村、杨家沟村、杜家坪村、古家营村、鸿鸪岭村、石缸坪村和赵坪村。